# Wyman-Gordon

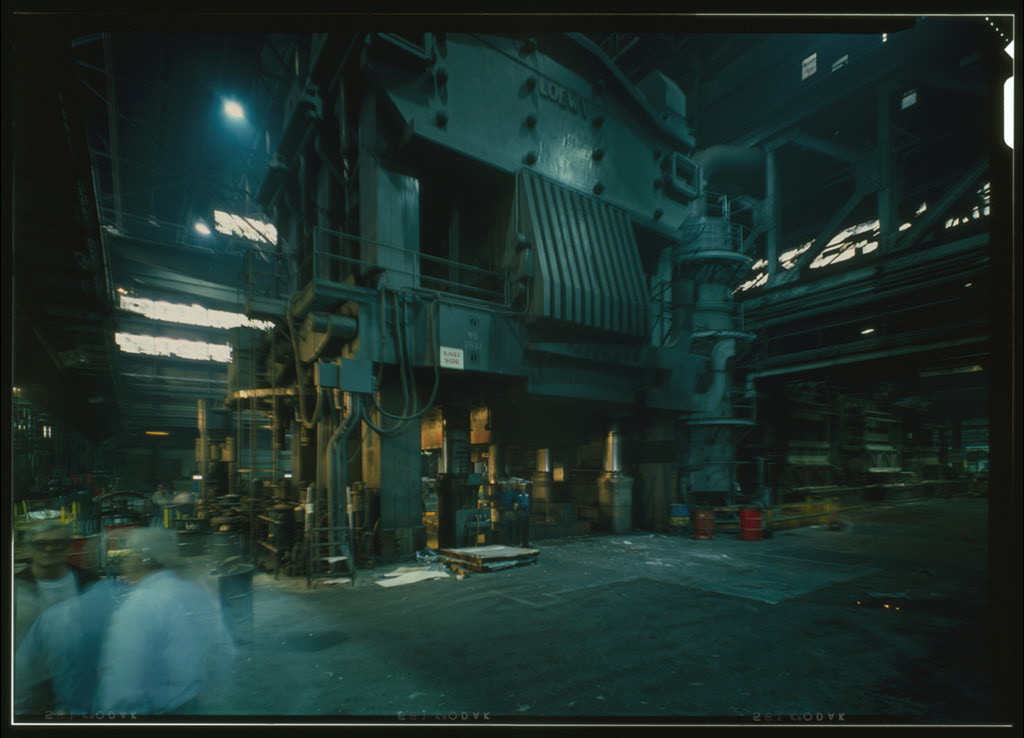
Eine der Großpressen aus dem Heavy Press Program, die bei Wyman-Gordon eingesetzt wurden

Wyman-Gordon ist ein metallverarbeitendes Unternehmen aus den Vereinigten Staaten und eine Unternehmenstochter der Precision Castparts Corporation, die heute ihren Hauptsitz im texanischen Houston hat.

## Geschichte
Wyman-Gordon wurde 1883 als ein Hersteller von Antriebswellen für Webmaschinen von Horace Wyman und Lyman Gordon in Worcester gegründet. Die anfängliche Holzbaracke beherbergte sieben Maschinenhämmer, die von einer 50 PS-Dampfmaschine angetrieben und von acht Angestellten betrieben wurden. Die Väter von Wyman und Gordon arbeiteten zu jener Zeit beide als höhere Angestellte für die Crompton Loom Works, eine Weberei in Worcester. Durch ihre Anstellung sorgten sie in der Anfangszeit für neue Aufträge zur Fertigung eiserner Wellen und anderer Schmiedeteile. In den folgenden Jahrzehnten konnten auch Kunden aus der Fahrrad-, der Eisenbahn- und vor allen Dingen der Automobilindustrie akquiriert werden.
Durch den Ausbruch des Ersten Weltkriegs kam das Unternehmen an staatliche Aufträge zur Herstellung von Schmiedeteilen für den Flugzeugbau. Diese Aufträge sorgten für den Aufbau nachhaltiger Beziehungen in den zivilen und militärischen Flugzeugbau in den Vereinigten Staaten und sorgten in den nachfolgenden zwei Jahrzehnten für weitere Aufträge über Schmiedeteile für Motoren, Rümpfe und Fahrwerke. Die Vielzahl von Aufträgen machte eine Erweiterung des bestehenden Werks und einen Neubau in Illinois notwendig. Wyman-Gordon war einer der ersten Hersteller von Titan-Schmiedeteilen in den USA.
Die ersten Produkte aus Titan waren Komponenten für Flugzeugturbinen von Pratt & Whitney, die in Flugzeugen der Century-Reihe verbaut wurden. Weitere Kunden waren General Electric und Westinghouse. Auch Teile für den Raketenantrieb der LGM-30 Minuteman wurden in den 1950er Jahren von Wyman-Gordon geschmiedet. Ebenfalls in den 1950er Jahren wurde in einer Großschmiede der United States Air Force in Grafton, die von Wyman-Gordon betrieben wurde, eine der größten Schmiedepressen der Welt installiert. Diese Presse wurde im Rahmen des Heavy Press Program entwickelt und später von der ASME in die Liste der Historic Mechanical Engineering Landmarks aufgenommen. In den folgenden Jahrzehnten war das Unternehmen unter anderem in die Entwicklung von und den Komponentenbau für die Lockheed SR-71, die Boeing 747 und zahlreiche Kampfflugzeuge involviert. Zu Beginn der 1970er Jahre verfügte so gut wie jedes zivile und militärische Flugzeug, jeder Hubschrauber und jede ballistische Rakete aus US-amerikanischer Produktion über Titan-Komponenten aus der Fertigung von Wyman-Gordon. Ab 1980 wurde die Nachfrage an Luftfahrzeugbauteilen aus Titan so hoch, dass das Unternehmen in Schwierigkeiten bei der Rohstoffbeschaffung kam. Da Wyman-Gordons Zulieferer sich aus Zweifel an der Nachhaltigkeit der gesteigerten Nachfrage weigerten, ihre Kapazitäten bleibend auszubauen, wurde das Angebot an Titan-Halbzeugen bald knapp. Im Angesicht dieser Lieferschwierigkeiten beschloss die Konzernführung, selbst in die Fertigung der Halbzeuge einzusteigen. 1980 übernahm man einen Mehrheitsanteil der International Titanium, Inc, einem Hersteller von Titan-Schaum. Dieser Metallschaum wurde später bei Wyman-Gordon eingeschmolzen, in seine Grundform gegossen und zu Halbzeugen umgeformt.
Gegen Ende der 1980er Jahre nahm, auch durch das Ende des Kalten Krieges bedingt, die Nachfrage nach Komponenten für militärische Flugzeuge, aber auch Verkehrsmaschinen schlagartig ab. Dies läutete eine veritable Krise für die gesamte Rüstungsindustrie und mit ihr Wyman-Gordon ein. Nach einer kurzen Konsolidierungsphase wurde das Unternehmen 1999 von Precision Castparts übernommen.